# Jean Plançon
Pour les articles homonymes, voir Plançon.
Jean Plançon est un historien et auteur français né à Besançon le 13 mai 1964.

## Biographie
Jean Plançon est né en France. Il est issu d'une famille, côté maternel, dont le patronyme est  assez répandu dans le Doubs et dont les ascendants sont majoritairement originaires de la petite commune de Naisey-les-Granges. Parmi les membres de sa famille on peut citer le résistant Gabriel Plançon (cousin germain de Gilberte, la Grand-mère de Jean Plançon).
Côté paternel, son arrière-grand-père était officier de la Garde Royale sous Alphonse XIII et son grand-père colonel de cavalerie lorsqu'éclate la Guerre civile d'Espagne. Ce dernier rejoint les troupes républicaines et combat le Général Franco en participant notamment aux batailles de Jarama et de Guadalajara, avant d'être fait prisonnier et condamné à mort par le régime franquiste. Emprisonné plusieurs années, il sera finalement un des rares officiers à être gracié par le Caudillo – alors que 4 000 autres sont exécutés entre 1939 et 1953.
Jean Plançon, quant-à-lui, après avoir passé son enfance en Espagne, il fait ses études secondaires dans sa ville natale avant d'entamer, en 1982, une carrière militaire dans la Marine nationale française où il devient technicien en aéronautique navale. Il participe à cet égard à plusieurs opérations dans le cadre du conflit du Liban à bord de la Frégate Georges-Leygues, puis à bord des Porte-Avions Foch et Clemenceau.
Après l'armée, Jean Plançon travaille à l'aérodrome d'Annecy, puis intègre le corps de la police. Un  concours de circonstances va le conduire à changer d'orientation professionnelle en 1994. Il prend en charge le Département des cimetières de la Communauté israélite de Genève, institution dans laquelle il travaille toujours.
Passionné d'histoire, Jean Plançon collabore comme rédacteur indépendant à l'écriture d'articles biographiques au sein du Dictionnaire Historique de la Suisse  et devient membre de La Mémoire de Veyrier, une association pour laquelle il écrit de nombreux articles sur l'histoire régionale. En parallèle, il mène aussi des conférences et des visites guidées sur l'histoire du judaïsme genevois dans le cadre de l'association Patrimoine juif genevois qu'il préside depuis 2015.
Il est aussi auteur de deux ouvrages sur l'histoire des Juifs de Carouge et de Genève, ainsi que de plusieurs brochures sur l'histoire régionale.

## Publications
- "Claire ARIEL", in Les femmes dans la mémoire de Genève, ouvrage collectif sous la direction d'Erica Deuber Ziegler et Natalia Tikhonov, Editions Suzanne Hurter, Genève, 2005.
- Joseph Wertheimer, 1833-1908, Grand Rabbin de Genève, réédition élargie, Edition de l'Association Patrimoine juif genevois, Genève, 2020.
- Histoire de la communauté juive de Carouge et de Genève, volume 1, De l'Antiquité à la fin du XIXe siècle, Éditions Slatkine, Genève, 2008.  (ISBN 9782832103210)
- Histoire de la communauté juive de Carouge et de Genève, volume 2, 1900-1946, Une communauté qui se diversifie, Éditions Slatkine, Genève, 2010.  (ISBN 9782832104064)[6]
- Le passage à Veyrier du 7e Régiment de spahis de l'Armée française, 1941, Edition de la Mémoire de Veyrier, Genève, 2013.
- L'Hôpital Néo-zélandais d'Etrembières, 1917-1919, Edition de la Mémoire de Veyrier, Genève, 2017.
- The New-zealand hospital of Etrembières, 1917-1919 (english version), Edition de la Mémoire de Veyrier, Genève, 2018.
- Les effets du Kulturkampf dans le canton de Genève, Edition de la Mémoire de Veyrier, Genève, 2019.
- Des pentes du Salève à Vessy, Histoire du vol libre, de l'aviation et de l'aérostation à Veyrier, Edition de la Mémoire de Veyrier, Genève, 2020.
- Les cimetières juifs de Genève, du Moyen âge à nos jours, Edition de l'Association Patrimoine juif genevois, Genève, 2020.
- Des Franches-Montagnes à Veyrier, Retraite, asile et parcours en Suisse du 7e Régiment de spahis algériens de l'Armée française, 1940-1941, Edition de la Mémoire de Veyrier, Genève, 2021.